# Phat pants

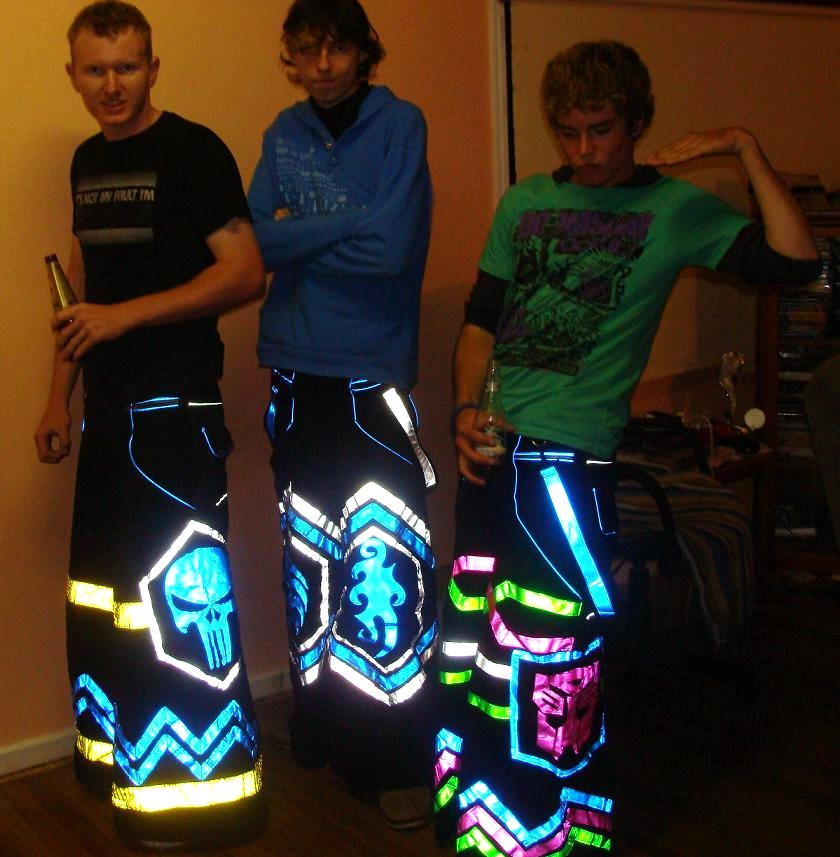
Rejvare med phat pants

Phat pants är ett slags fotsida byxor som är kroppsnära i midjan och vidare nedtill där de täcker hela skorna. Materialet är vanligen denim. 
Phat pants används ofta av rejvare. I syfte att utgöra en visuell effekt på dansgolven är de ofta dekorerade med mönster i neonfärgade material som reagerar på UV-ljus.
Många rejare gör sina egna phat pants för att få ett individuellt mönster och för att deras phat pants ska vara unika.